# 松村厚久
松村 厚久（まつむら あつひさ、1967年3月29日 - ）は、日本の実業家。株式会社ダイヤモンドダイニング創業者。株式会社DDホールディングス代表取締役社長・グループCEO。高知県観光特使。

## 略歴

### 生い立ち
高知県出身。高知県立高知追手前高等学校、日本大学理工学部卒業。大学在籍中に、当時できたばかりのサイゼリヤで4年間アルバイトを経験した中で飲食業の面白さを体験。卒業後、日拓エンタープライズに入社。ディスコの企画・運営に携わり、非日常を学びエンターテイメントに目覚める。

### 起業
1995年に独立。当初から飲食店に興味があったが、資金集めのために翌年1996年に「A＆Yビューティサプライ」を設立し、都内に日焼けサロンを展開。2001年念願の飲食業に参入し、銀座6丁目に1号店「VAMPIRE CAFE」をオープンした。翌年2002年12月に株式会社ダイヤモンドダイニングに社名を変更。2007年3月6日には大阪証券取引所ヘラクレス市場（現JASDAQ）へ上場。2008年1月には外食産業に最も影響を与えた人物として外食産業記者会が表彰する「外食アワード2007」を受賞している。同年5月には、日経流通新聞「飲食業2007年度ランキング」で店舗売り上げ伸び率第1位に選ばれた。

### 100店舗100業態
都内を中心に店舗を次々と展開し、2010年10月には業界初の100店舗100業態を達成した。その後、M&Aによって業態ポートフォリオを広げ、現在はアミューズメント事業やウエディング事業も行なっている。

### 若年性パーキンソン病の公表
2015年、東京証券取引所市場第一部銘柄に指定され、同年にノンフィクション作家・小松成美の著書『熱狂宣言』（幻冬舎刊）の中で39歳のときに若年性パーキンソン病と診断されたことを公表した。公表後、フジテレビ放送の『Mr.サンデー』は、半年間にかけて密着取材。2016年の年初1回目にドキュメンタリーとして放送された。

### DDグループCEOへ
2017年9月より持株会社体制に移行し「株式会社DDホールディングス」を設立し、代表取締役社長 兼 グループCEOに就任。2018年、ダイヤモンドダイニング・ゴールデンマジック・バグース・The Sailing・ゼットン・商業藝術・SLDなどの会社を有し、グループ全体で国内外合わせて約500店舗を展開している。DDホールディングスの新しいCI・ロゴは松村の希望により佐藤可士和が手掛けた。

### 映画
2017年、映画プロデューサー奥山和由が書籍「熱狂宣言」を読んだことがきっかけとなり、松村を来訪。奥山の強い希望により、ドキュメンタリー映画『熱狂宣言』が製作されることになった。監督は奥山が務め、映画は2018年秋に上映された。同作は2020年にDVD発売されている。

## 略年譜
- 1989年3月 日本大学理工学部卒業
- 1989年4月 日拓エンタープライズ（株）入社
- 1995年6月 日焼けサロン事業を開始
- 1996年3月 （有）A&Yビューティーサプライ（現当社）設立
- 2001年6月 銀座に第1号店となる「VAMPIRE CAFE」をオープン
- 2002年12月 「株式会社ダイヤモンドダイニング」へ商号変更し、一つ一つ違う業態の飲食店を展開
- 2008年1月 外食産業記者会「外食アワード2007」受賞
- 2010年10月 業界初の100店舗100業態を達成[7]
- 2015年7月  東京証券取引所市場第一部銘柄に指定され、その後、自身の抱えてきた難病、若年性パーキンソン病を『熱狂宣言』（小松成美 著・幻冬舎刊）にて公表
- 2017年9月 持株会社体制に移行し「株式会社DDホールディングス」を設立。代表取締役社長 兼 グループCEOに就任。
- 2018年秋  映画プロデューサー奥山和由が製作・監督を務めたドキュメンタリー映画『熱狂宣言』がTOHOシネマズ六本木ヒルズにて上映。

## 人物

### 高知県との関わり
故郷である高知県の観光特使も務めており、2014年から継続的によさこい祭りに参加している他、企業版ふるさと納税などに協力している。

## 出演

### 映画
- 熱狂宣言（2018年11月4日公開）

## 関連書籍
- 小松成美『熱狂宣言』（2015年8月7日、幻冬舎、ISBN 978-4-344-02796-1）